# Родригес, Луис Альфонсо
Луис Альфонсо Родригес Аланис (исп. Luis Alfonso Rodríguez Alanís; род. 21 января 1991, Сан-Николас-де-лос-Гарса, Нуэво-Леон) — мексиканский футболист, полузащитник клуба «Хуарес». Являлся игроком сборной Мексики.

## Клубная карьера
Родригес — воспитанник клуба «Монтеррей». 25 июля 2010 года в матче против «Сан-Луиса» он дебютировал в мексиканской Примере. 29 августа в поединке Лиги чемпионов КОНКАКАФ против коста-риканской «Саприссы» Родригес забил свой первый гол за «Монтеррей». С командой он выиграл чемпионат и Лигу чемпионов КОНКАКАФ. Из-за высокой конкуренции Луис почти не выходил на поле и в начале 2012 года он на правах аренды перешёл в «Сан-Луис». 29 января в матче против столичной «Америки» он дебютировал за новый клуб. 12 августа в матче против своей предыдущей команды «Монтеррея» Родригес забил свой первый гол за «Сан-Луис».
Летом 2013 года Луис перешёл в «Чьяпас». 21 июля в матче «Веракрус» он дебютировал за новую команду. 15 сентября в поединке против «Атласа» Родригес забил свой первый гол за «Чьяпас».
Летом 2016 года Луис присоединился к «УАНЛ Тигрес». 27 ноября в матче против «УНАМ Пумас» он дебютировал за новый клуб. 7 мая 2017 года в поединке против «Керетаро» Родригес забил свой первый гол за «УАНЛ Тигрес». В 2017 году он во второй раз стал чемпионом страны.

## Международная карьера
16 апреля 2015 года в товарищеском матче против сборной США Родригес дебютировал за сборную Мексику.
В 2017 году Луис стал бронзовым призёром Золотого кубка КОНКАКАФ. На турнире он сыграл в матчах против Гондураса и Кюрасо.

## Достижения
Клубные
«Монтеррей»
- Чемпионат Мексики по футболу — Апертура 2010
- Победитель Лиги чемпионов КОНКАКАФ — 2010/11

УАНЛ Тигрес
- Чемпионат Мексики по футболу — Апертура 2017

Международные
Мексика
- Золотой кубок КОНКАКАФ — 2017